# Panzoozia
La panzoozia (dal greco παν pan "tutto" + ζόιον zoion "animali") è un'epizoozia (un focolaio di una malattia infettiva degli animali) che si diffonde in una vasta regione (ad esempio un continente), o anche in tutto il mondo. L'equivalente nelle popolazioni umane è chiamato pandemia.
Una panzoozia può iniziare quando si verificano tre condizioni:
- l'emergere di una malattia nuova per la popolazione.
- l'agente infetta una specie e causa una grave malattia.
- l'agente si diffonde facilmente e in modo durevole tra gli animali.

Una malattia o condizione non è una panzoozia semplicemente perché è diffusa o uccide un gran numero di animali; deve anche essere contagioso. Ad esempio, il cancro è responsabile di un gran numero di decessi, ma non è considerato una panzoozia perché la malattia, in generale, non è infettiva. A differenza di un epizoozia, una panzoozia copre tutte o quasi tutte le specie su un'ampia superficie (es. Rabbia, antrace). Tipicamente un epizoozia può agire come potenziale fattore preparatorio.